# Городская палата Баня-Луки
Городская палата Баня-Луки — здание мэрии Баня-Луки, место расположения её администрации и кабинета градоначальника. Ранее здание было резиденцией бана Врбасской бановины Королевства Югославия и резиденцией Городской управы.
В начале 1930 года в белградской «Политике» и сараевском «Народном единстве» был объявлен конкурс на концептуальный эскиз комплекса административных зданий Врбасской бановины, победителями которого стали белградские архитекторы Йованка Бончич-Катеринич, Анджелия Павлович и Йован Ранкович. В здании Палаты было запланировано размещение 150 комнат и кабинетов, её строительство началось 26 октября 1930 года, когда в торжественной обстановке баном Светиславом Милосавлевичем был заложен первый камень фундамента. Здание было официально открыто 8 ноября 1932 года. Здание Палаты было построено с использованием элементов, характерных для средневекового сербского строительства.

## Галерея

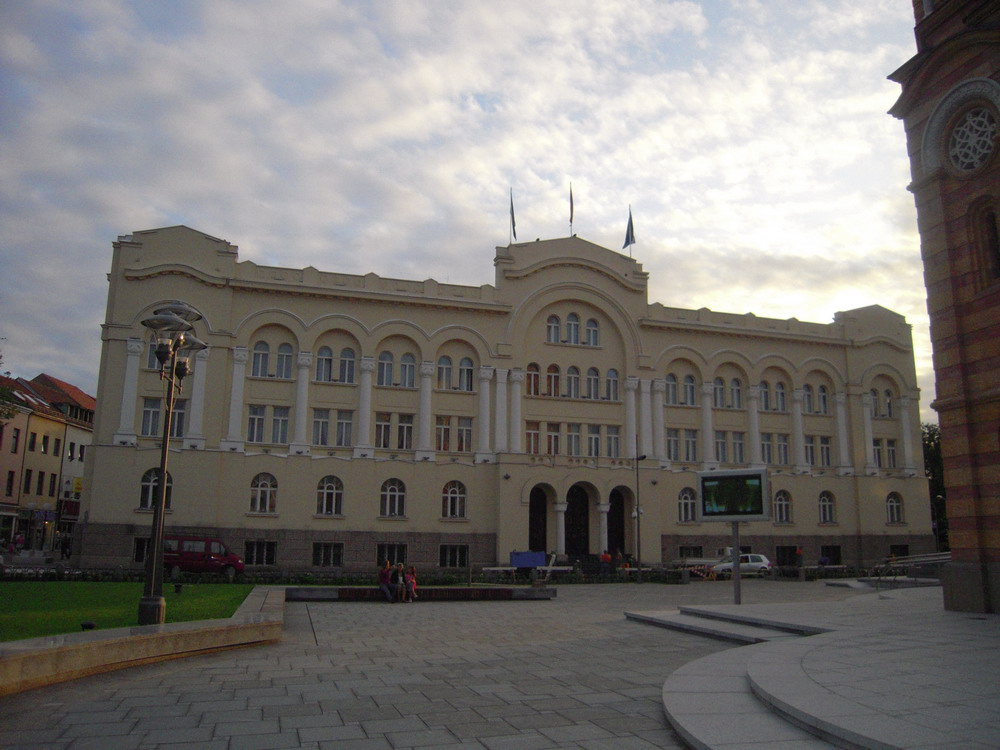
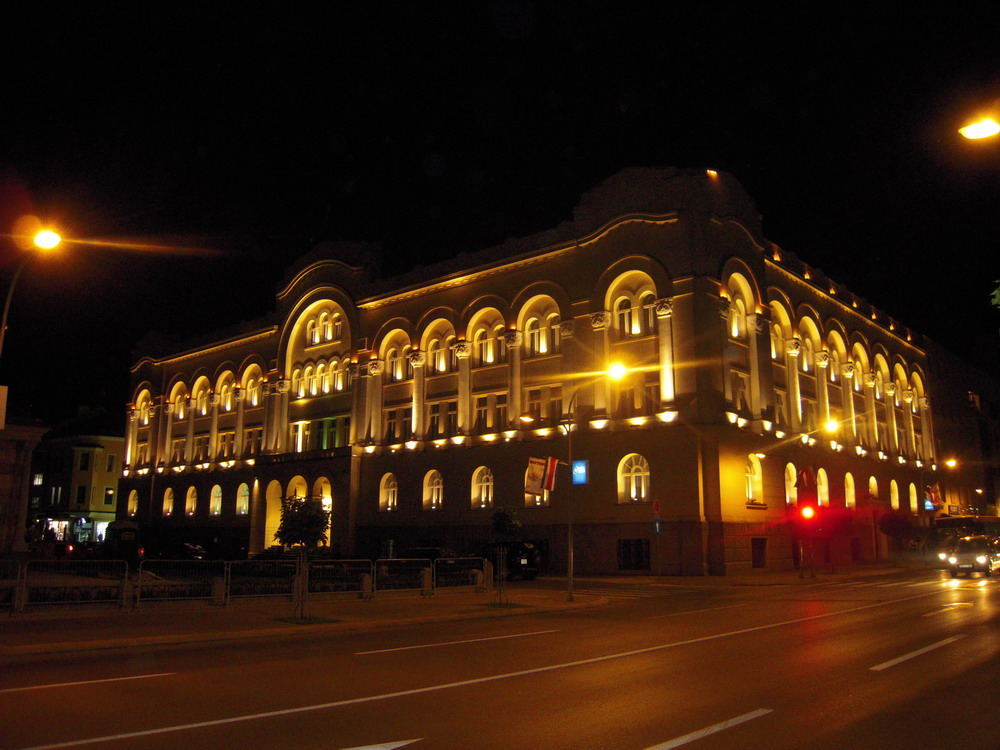
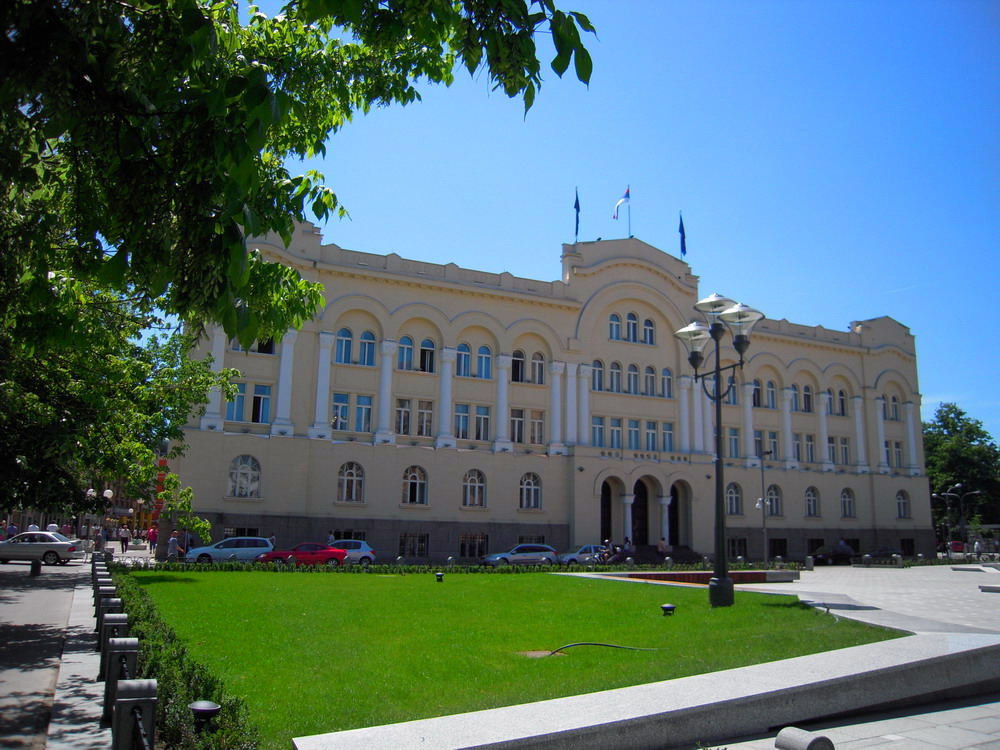